# Lagfoul
Lagfoul är en regel i basket. Den tillämpas på följande sätt:
På sekretariatsbordet har man två markörer. Dessa skall bestå av minst en röd markör per lag och i de flesta fall även 4 gula eller vita för vardera lag (numrerade 1-4). varje gång man blåser en personlig foul på ett lag så räknas den på spelare och i lagfoulen. Från och med när ett lag får sin femte foul innebär alla fouls som blåses att man dömer ut 2 straffkast (om inte poäng räknats eller skottförsök gjorts från trepoängsområdet). Detta oavsett om spelaren som blev foulad var i rörelse för skott eller inte. Lagfoulsräkningen återställs i början på varje period, dock inte i förlängningsperioder.